# Лауф (Баден)

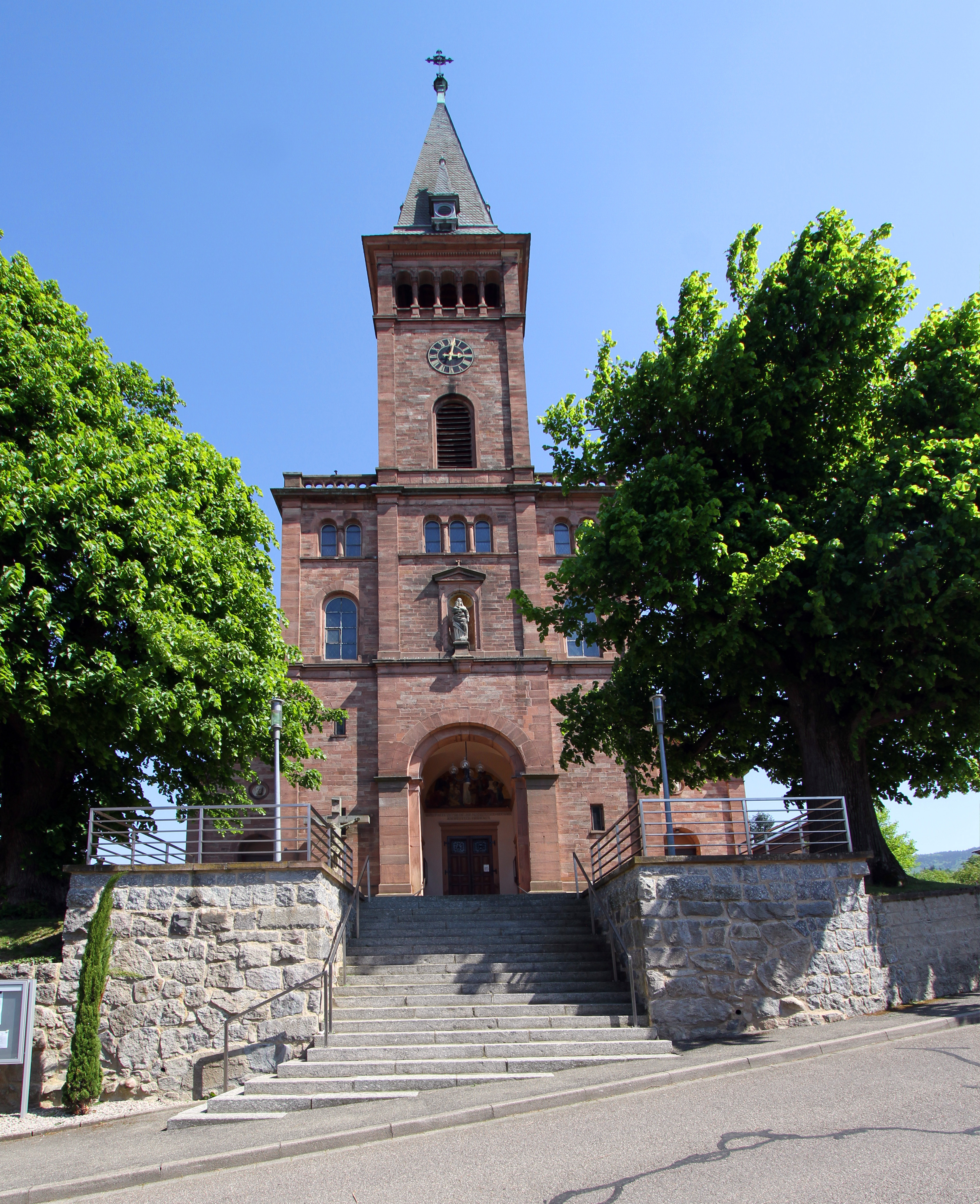

Лауф (нем. Lauf) — коммуна в Германии, в земле Баден-Вюртемберг.
Подчиняется административному округу Фрайбург. Входит в состав района Ортенау. Население составляет 3818 человек (на 31 декабря 2010 года). Занимает площадь 15,01 км².